# カール・ザイツ
カール・ヨーゼフ・ザイツ（ドイツ語: Karl Josef Seitz, 1869年9月4日 - 1950年2月3日）は、オーストリア第一共和政期に活動したオーストリア社会民主労働党の政治家、連邦大統領（1919年3月4日 - 1920年12月9日）。

## 来歴

### 若年期
オーストリア=ハンガリー帝国の首都ウィーンに生まれる。彼の一家は小規模な石炭交易に従事していたが、1875年に父親が早死にしてしまったことで一家は酷い貧困に陥り、ザイツは孤児院へと入れられることになった。
その中でもザイツは高い教養を身につけ、奨学金を得てザンクト・ペテルンの教員養成大学へ入学することができた。卒業後、彼は1888年にウィーンの公立小学校に就職した。
この頃には既に筋金入りの社会民主主義者であったため、彼は幾度も政治的な行動による懲罰を受けてきた。1896年と1897年には社会民主主義を主張する教員による連合を組織した経験もあり、この行動によって教員生命を絶たれることとなった。

### オーストリア=ハンガリー帝国期
教員を追われたザイツは政治活動に精を出すようになり、党内でも教育分野において高名な専門家として名声を上げた。1901年には帝国議会議員に当選し、続く1902年には低地オーストリア暫定議会議員にも当選した。1914年に第一次世界大戦が開戦してからは平和主義主張の傾向を強め、1917年に開催されたストックホルム社会主義者会議にも参加している。
オーストリア=ハンガリー帝国の崩壊が進む1918年10月21日、ドイツ人地域から選出されていた帝国議会議員たちは帝国解体による混乱を抑えるためにドイツ＝オーストリア暫定国民議会を設置した。ザイツは暫定国民議会設置に際して、3人設置された議長の一人となった。一週間ほどが経過した同月30日には、非公式ながらも臨時の国家元首として頭角を見せた。11月12日、オーストリア=ハンガリー皇帝カール1世が「国事不関与」宣言を出して事実上退位したことを受けてオーストリア=ハンガリー帝国は消滅、暫定憲法の発布によってドイツ＝オーストリア共和国の建国が宣言され、ザイツは同国の大統領に就任した。
またドイツ=オーストリア共和国の成立とほぼ同時期に、オーストリア社会民主労働党の党首であったヴィクトル・アドラーが病死した。このことを受けて、ザイツは同党の党首にも就任することとなった。

### オーストリア第一共和国期
1919年にはザイツの役職は正式なものとして確定し、ザイツはオーストリア共和国大統領とオーストリア社会民主労働党党首を兼任することになった。同年3月4日にドイツ=オーストリア暫定国民議会は憲法制定国民議会へと発展解消され、ザイツは同議会議長にも就任した。
1920年10月1日、オーストリア連邦憲法が制定された。同月17日に行われた選挙では保守派のキリスト教社会党が勝利をおさめ、ザイツは社会民主労働党左派のオットー・バウアーの提言によってキリスト教社会党との大連立を解消し、同党へ政権の座を譲り渡した。続く11月20日に実施された国民議会議長選挙でもザイツは敗北し、議長にはキリスト教社会党のリヒャルト・ヴァイスキルヒナーが就任した。度重なる選挙での敗北を受けて12月9日にザイツは連邦大統領を辞任、以降は社会民主労働党党首として活動する傍ら、憲法制定国民議会から分離したオーストリア国民議会にて議員の一人としても活動した。
1923年11月13日、ザイツはヤーコプ・ロイマンの後継としてウィーン市長に就任した。ザイツはユリウス・タンドラー、フーゴ・ブライトナー、オットー・グリュッケルらを起用して医療、財政、教育などの様々な面で改革を実行した。ザイツの実施した改革によってウィーンは社会民主主義の見本市となり「赤いウィーン」という通称で呼ばれるまでに至った。1929年には、ウィーンの名誉市民に認定されている。
1933年3月、エンゲルベルト・ドルフースは連邦大統領のヴィルヘルム・ミクラスに国民議会の閉鎖を提言し、議会を閉鎖に追い込んだ。翌年の2月12日から2月内乱が発生し、同日にザイツはウィーン市長を罷免の上逮捕された。加えて、2月内乱は社会民主主義陣営の敗北に終わり、社会民主労働党も結党禁止処分を下され解散となった。ザイツ自身は数か月の拘禁の後釈放されたが、政治家としての彼の人生は終わりを迎えた。
釈放後のザイツはウィーンで生活し、1938年のアンシュルスと1939年の第二次世界大戦の開戦も同地で経験した。1944年7月20日に発生したヒトラー暗殺未遂事件との関わりを疑われたザイツはラーフェンスブリュック強制収容所へと投獄され、大戦終結の直前に解放された。

### オーストリア第二共和国期
第二次世界大戦終結後、旧社会民主労働党のメンバーによってオーストリア社会党が結党されたことを受けて、ザイツは社会民主労働党の党首を正式に辞職した。その後、ザイツはオーストリア社会党の名誉党首にも認定された。また彼は1946年から1950年までオーストリア赤十字社の代表を務めた。
1950年2月3日、心不全により死亡した。享年80歳。ウィーン中央墓地に埋葬されている。

## 参考図書
- Harald D Gröller (2005). Karl Seitz Ein Leben an Bruchlinien. Wien Compress. ISBN 3700546432
- Rudolf Spitzer (1994). Karl Seitz : Waisenknabe, Staatspresident, Bürgermeister von Wien. Deuticke Verlag. ISBN 3700546432
- Anton Tesarek (1949). Unser Seitz. Zu Seinem Achtzigsten Geburtstag. Beitrag Zu Einer Biographie.. Verlag Wiener Volksbuchhandlung